# Gaga germanotta
Gaga germanotta är en kantbräkenväxtart som beskrevs av Fay W.Li och Windham. Gaga germanotta ingår i släktet Gaga och familjen Pteridaceae. Inga underarter finns listade.